# Kontikia assimilis
Kontikia assimilis is een platworm (Platyhelminthes). De worm is tweeslachtig. De soort leeft in of nabij zoet water.
De wetenschappelijke naam van de soort werd in 1899 als Geoplana assimilis gepubliceerd door Ludwig von Graff.